# 攝影機
攝影機（英語：video camera）是一種使用光學原理來记录影像的裝置。攝影機的發明初時是用於電影及電視節目製作，但現時已普及化。
正如照相機一樣，早期攝影機需要使用底片或者錄影帶來進行紀錄。數位相機發明以來，影像可以直接儲存在快閃記憶體內。更新型的攝影機，則是將影像資料直接儲存在機身的硬碟中，不僅可以動態錄影，也可以靜態拍攝，就可不用同時帶數位相機。家庭式攜帶方便的攝影機機身輕，好操作，幾乎是家庭必備的電器用品。目前，攝影機以松下、索尼两大公司的产品为主，JVC以及佳能正在逐步的扩大其产品的各项性能、特色等，向着高清数字视频方向發展。

## 歷史
向數位電視的過渡推動了數位攝影機的發展。到21世紀初，大多數攝影機都是數位相機。
隨著數位視頻捕獲的出現，專業攝影機和電影攝影機之間的區別已經消失，因為間歇機制已經變得相同。如今，專門用於電視和其他工作（電影除外）的中檔相機被稱為專業攝影機。

## 分類
按錄製功能分類：
- 攝錄一體機（簡稱“錄放影機”），即攝影和記錄為一體的錄影機
- 攝影，即只有攝影照片功能的攝影機

按品質分類：
- 廣播級攝影機
- 業務級攝影機（專業級攝影機）
- 家用級攝影機

按使用分類：
- 便攜式攝影機
- 演播室專用攝影機

按傳感器類型分類：
- CCD
- CMOS

按傳感器大小分類（以英寸为單位）：
- 2/3
- 1/2
- 1/3
- 1/4
- 其中，2/3英寸傳感器用於廣播級攝影機；1/3傳感器常用於專業級攝影機和家用機攝影機

按感測數量分類：
- CCD或CMOS
- 2CCD或2CMOS
- 3CCD或3CMOS
- 家用攝影機是單個CCD或CMOS，專業級和廣播級攝影機是3CCD或3CMOS

按儲存方式分類：
- 錄影帶
- 藍光光碟
- 快閃記憶體
- 硬碟

## 相關
- 數位單眼相機
- 电视节目
- 摄像管
- 計算機視覺
- FireWire camera（英语：FireWire camera）

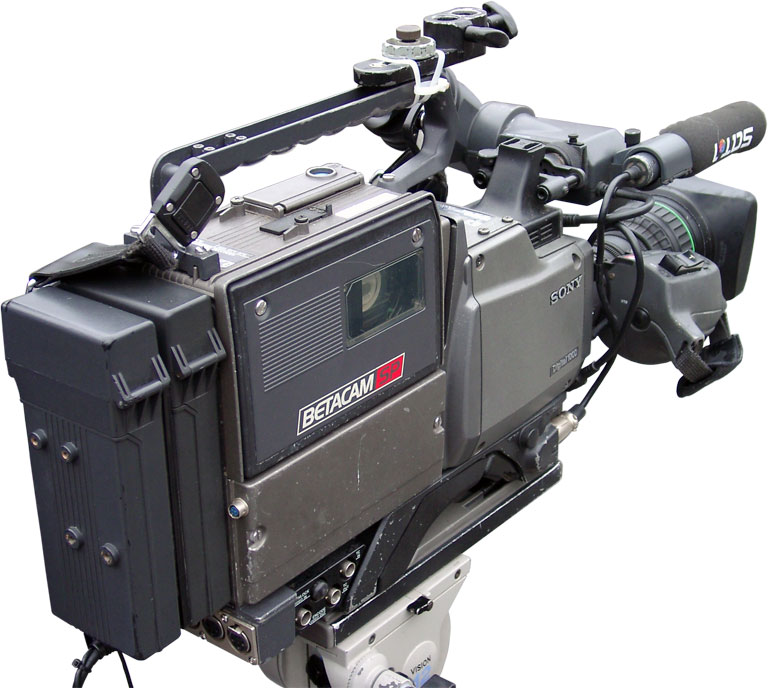
Sony Betacam SP攝影機“Digital 1000”

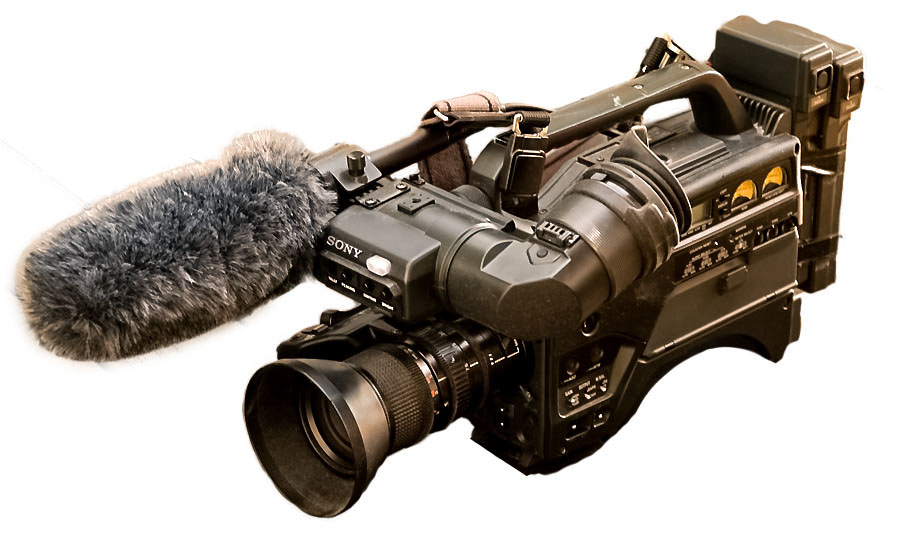
Sony Hi8攝影機“EVW-300”

- Professional video camera（英语：Professional video camera）
- Recording at the edge（英语：Recording at the edge）
- Three-CCD（英语：Three-CCD）
- Videograph（英语：Videographer）
- 視訊通話